# Jerzy Jasieński
Jerzy Jasieński (ur. 25 maja 1913 we Władykaukazie, zm. 7 grudnia 2008 w Warszawie) – polski pianista, krytyk, publicysta i działacz muzyczny. Jeden z organizatorów życia muzycznego w Bydgoszczy w latach 1945–1948.

## Życiorys
W latach 1934−1939 odbywał studia prawnicze oraz pianistyczne pod kierunkiem Stanisława Szpinalskiego na Uniwersytecie Stefana Batorego w Wilnie. W czasie studiów został przyjęty do Konwentu Polonia, jednocześnie zaś był także członkiem Akademickiego Klubu Włóczęgów Wileńskich.
Podczas II wojny światowej był kierownikiem muzycznym litewskiego Teatru Dramatycznego.
W 1945 roku przyjechał wraz z Arnoldem Rezlerem do Bydgoszczy, gdzie pełnił wiele odpowiedzialnych funkcji. Był współtwórcą i dyrektorem Pomorskiej Orkiestry Symfonicznej i Centralnego Biura Koncertowego na Okręg Pomorski, przewodniczącym sekcji muzycznej Wojewódzkiej Rady Kultury, prezesem Związku Muzyków w Bydgoszczy, profesorem Państwowej Szkoły Muzycznej, recenzentem koncertowym „Arkony”, redaktorem „Ziemi Pomorskiej”, a także czynnym muzykiem – pianistą i akompaniatorem. Należał do najaktywniejszych organizatorów życia muzycznego w Bydgoszczy w latach 40. Zorganizował m.in. I Festiwal Muzyki Polskiej (1946) i Ogólnopolską Naradę Szkolnictwa Muzycznego (1947). Wierzył w swoistą misję muzyki i pojmował sztukę w kategoriach patriotycznych.
Od końca lat 40. pracował jako wicedyrektor w Departamencie Twórczości, Imprez i Obchodów Artystycznych Ministerstwa Kultury i Sztuki w Warszawie. Jako urzędnik czynił starania o upaństwowienie Pomorskiej Orkiestry Symfonicznej i o zbudowanie w Bydgoszczy filharmonii, co ostatecznie zostało uwieńczone powodzeniem. 
W latach 1964–1966 kierował Teatrem Polskim w Warszawie, a w latach 1966–1968 Teatrem Wielkim. Potem, po ciężkiej chorobie, związał się z ruchem wydawniczym (w latach 1980–1989 był zastępcą dyrektora Polskiego Wydawnictwa Muzycznego). 
Został pochowany na cmentarzu Powązkowskim w warszawie (kwatera 110-5-27). 

## Ordery i odznaczenia
- Krzyż Komandorski z Gwiazdą Orderu Odrodzenia Polski (2006)
- Srebrny Krzyż Zasługi (22 lipca 1952)[4]
- Medal 10-lecia Polski Ludowej (19 stycznia 1955)[5]
- Złoty Medal „Zasłużony Kulturze Gloria Artis” (25 września 2007)[6][7]